# ドーパミン拮抗薬
ドーパミン拮抗薬（ドーパミンきっこうやく）とはドーパミン受容体に結合し、ドーパミン作用を阻害し作用を減弱させる薬物群の総称。現在、ドーパミン受容体には5種類のサブタイプが知られている。中枢神経系、末梢神経系、血管、腎臓などにドーパミン受容体は分布している。

## 用法と薬物の例
- 定型抗精神病薬として用いられるもの:  ハロペリドール、クロルプロマジン、フルフェナジン、スルピリド
- 非定型抗精神病薬として用いられるものはドーパミン2受容体とセロトニン2A受容体の遮断作用をもつ。:  クロザピン、リスペリドン、オランザピン、クエチアピン、ジプラシドン
- 制吐薬として用いられるもの: メトクロプラミド、ドロペリドール、ドンペリドン
- 三環系抗うつ薬として用いられるもの: アモキサピン

## 副作用
- パーキンソン症候群 - 黒質線条体に作用し錐体外路症状を呈する。
- 高プロラクチン血症 - 視床下部に作用し下垂体からプロラクチンを分泌させる。
- 遅発性ジスキネジア - 長期服用では神経の変性をきたすことがある。

他にも月経異常や性欲低下、インポテンス、乳汁分泌などがある。

## 一覧
- アセプロマジン
- アミスルプリド
- アモキサピン
- アザペロン
- ベンペリドール
- ブロモプリド
- ブタクラモール
- クロルプロマジン
- クロルプロチキセン
- クロペンチキソール
- ドンペリドン
- ドロペリドール
- エチクロプリド
- フルペンチキソール
- フルフェナジン
- フルスピリレン
- ハロペリドール
- ロキサピン
- メソリダジン
- レボメプロマジン
- メトクロプラミド
- ナファドトリド
- ネモナプリド
- ペンフルリドール
- ペラジン
- ペルフェナジン
- ピモジド
- プロクロルペラジン
- プロマジン
- ラクロプリド
- リモキシプリド
- リスペリドン
- スピペロン
- スピロキサトリン
- ステフォリジン
- スルピリド
- スルトプリド
- テトラヒドロパルマチン
- チエチルペラジン
- チオリダジン
- チオチキセン
- チアプリド
- トリフルオペラジン
- トリフルペリドール
- トリフルプロマジン
- ジプラシドン